# Harry Potter (tv-serie)
Harry Potter er en kommende tv-serie baseret på J. K. Rowlings bogserie om Harry Potter. Serien produceres af det amerikanske tv-selskab HBO (ejet af Warner Bros. Discovery) og forventes at få premiere på streamingtjenesten Max i 2026.

## Baggrund
I april 2023 meddelte mediekoncernen Warner Bros. Discovery, at den ville producere en tv-serie baseret på Harry Potter-bøgerne, hvor hver af de syv bøger ville danne grundlaget for en sæson af tv-serien. Warner Bros. Discovery producerede i sin tid også de otte film om Harry Potter med Daniel Radcliffe i titelrollen. I februar 2024 bekræftede selskabet, at serien ville få premiere på Max i løbet af 2026. Serien forventes at blive en af Max' helt store satsninger i 2026.
I april 2025 offentliggjorde produktionsselskabet navnene på skuespillerne i nogle af de vigtige biroller som troldmandsskolen Hogwarts' rektor Albus Dumbledore og en række af skolens øvrige ansatte. I maj 2025 blev det offentliggjort hvem der skal spille de tre roller som hovedpersonerne Harry Potter, Ron Weasley og Hermione Granger. HBO havde inviteret alle interesserede til at deltage i en åben casting, hvilket angiveligt udløste mere end 30.000 ansøgninger.
Optagelserne til serien startede i juli 2025 i de Warner-ejede Leavesden Film Studios i udkanten af London, hvor filmserien om Harry Potter også blev optaget i sin tid.

## Debat om tv-serien
Nyheder om tv-serien har flere gange givet offentlig debat. Allerede da beslutningen om tv-serien oprindelig blev offentliggjort, kritiserede flere meddelelsen på grund af en række kontroversielle tweet om transkønnede kvinder og køn generelt, som J.K. Rowlings havde offentliggjort i 2020, og som havde medført en voldsom storm på Twitter. Da navnene på de første skuespillere blev offentliggjort, vakte flere af valgene ligeledes kritik. Det gjaldt valget af den amerikanske John Lithgow til rollen som Dumbledore, fordi rollerne normalt spilles af britiske skuespillere. Mest kontroversielt var dog valget af den engelske skuespiller ghanesiske rødder Paapa Essiedu til rollen som professor Snape. På de sociale medier blev valget kritiseret på grund af Essiedus mørke hudfarve, hvilket ikke passer med bøgernes beskrivelse af Snape. Flere mente, at HBO havde lavet "en Disney" med reference til kritikken af genindspilninger af nogle Disneyfilm som blandt andet Snehvide i 2025, hvor man også havde valgt skuespillere med et andet ophav og hudfarve end det traditionelle.

## Medvirkende
- Dominic McLaughlin som Harry Potter
- Arabella Stanton som Hermione Granger
- Alastair Stout som Ron Weasley
- John Lithgow som Albus Dumbledore
- Janet McTeer som Minerva McGonagall
- Paapa Essiedu som Severus Snape
- Nick Frost som Rubeus Hagrid
- Paul Whitehouse som Argus Filch
- Luke Thallon som Quirinus Quirrell
- Rory Wilmot som Neville Longbottom
- Amos Kitson som Dudley Dursley
- Louise Brealey som Madam Hooch
- Anton Lesser som Garrick Ollivander